# Vailly (Alta Saboya)
 Vailly  es una comuna y población de Francia, en la región de Ródano-Alpes, departamento de Alta Saboya, en el distrito de Thonon-les-Bains y cantón de Thonon-les-Bains-Est.
Su población en el censo de 1999 era de 615 habitantes.
No está integrada en ninguna Communauté de communes u organismo similar.

## Demografía
| 1264 | 1320 | 1209 | 867 | 685 |
| Para los censos de 1962 a 1999 la población legal corresponde a la población sin duplicidades (Fuente: INSEE [Consultar]) |      |      |     |     |